# Դ
Das Da (Դ und դ) ist der vierte Buchstabe des armenischen Alphabets. Der Buchstabe stellt den Laut [⁠d⁠] (westarmenisch: [tʰ]) dar und wird im Deutschen mit dem Buchstaben D (westarmenisch: T) transkribiert.
Es ist dem Zahlenwert 4 zugeordnet und dient auch als Vorlage für das Währungssymbol des Armenischen Dram. 

## Zeichenkodierung
Das Da ist in Unicode an den Codepunkten U+0534 (Großbuchstabe) bzw. U+0564 (Kleinbuchstabe) zu finden.